# BUPL
Børne- og UngdomsPædagogernes Landsforbund (BUPL) er den faglige organisation for pædagoger og klubfolk i Danmark.
Forbundet omtales sædvanligvis med den officielle forkortelse "BUPL" og nogle gange som "BUPL – forbundet for pædagoger og klubfolk".

## Historie
Fagforeningen blev stiftet i 1973 ved en sammenlægning af Dansk Barneplejeråd, Dansk Børnehaveråd og Foreningen af fritidspædagoger.
BUPL var tidligere medlem af FTF, men er siden d. 1. januar 2019 medlem af FH.

## BUPL's formand siden grundlæggelsen i 1973
| Gertrud Berg         | 1973 – 1976 |
| Janni Milsted        | 1976 – 1982 |
| Bente Jørgensen      | 1982 – 1990 |
| Kurt Jensen          | 1990 – 1994 |
| Bente Sorgenfrey     | 1994 – 2003 |
| Annette Trads Hansen | 2003 – 2004 |
| Birgit Elgaard       | 2004 – 2006 |
| Henning Pedersen     | 2006 – 2014 |
| Elisa Rimpler        | 2014 –      |